# Mario Mona
Mario Mona (Roma, 1893 – Butera, 13 luglio 1943) è stato un militare italiano, decorato di medaglia d'oro al valor militare alla memoria nel corso della seconda guerra mondiale.

## Biografia
Nacque a Roma nel 1893, figlio di Augusto e Maria Agostini. Arruolatosi diciottenne nel corso del 1913 come allievo ufficiale, dopo l'entrata in guerra del Regno d'Italia, avvenuta il 24 maggio 1915, rinunciò al grado per partecipare alle operazioni belliche, in forza all'XI Battaglione bersaglieri ciclisti del 10º Reggimento bersaglieri. Dopo essere rimasto ferito in combattimento, nell'aprile 1917 fu nominato sottotenente e poi capitano in servizio permanente effettivo l'anno successivo. Rimase gravemente ferito durante la battaglia del solstizio sul fiume Piave nel giugno del 1918 e venne definitivamente allontanato dal fronte, decorato con la prima medaglia di bronzo al valor militare. Riuscì a riprendere servizio nel 1923, assegnato alla Scuola Allievi di Roma, per passare poi all'ispettorato del Corpo dei bersaglieri e dal 1928 all'Ispettorato delle truppe celeri. Dopo una breve parentesi in Cirenaica nel 1933, partì per l'Eritrea, dove, col grado di maggiore, fu addetto al comando del III Corpo d'armata e comandò sul campo reparti coloniali nel corso della guerra d'Etiopia. Promosso tenente colonnello per meriti eccezionali e decorato con la seconda medaglia di bronzo al valor militare, rientrò in patria, assegnato all'81º Reggimento fanteria della 52ª Divisione fanteria "Torino". Dopo la dichiarazione di guerra a Francia e Gran Bretagna, partecipò alle operazioni sul fronte occidentale e poi all'invasione della Jugoslavia (aprile 1941).
Assegnata poco dopo al Corpo di spedizione italiano in Russia, nel luglio 1941 la "Torino", unitamente alla "Pasubio" e alla 3ª Divisione celere "Principe Amedeo Duca d'Aosta", raggiunse il fronte orientale. Si distinse durante la manovra di Petrokowka e poi prese parte alla prima battaglia difensiva del Don. Promosso colonnello nel settembre 1942 e decorato con una prima medaglia d'argento al valor militare, rientrò in Italia, assegnato al Comando della difesa territoriale di Roma, e nel giugno del 1943 fu trasferito presso il comando delle F.F.A.A. della Sicilia per assumere il comando del 33º Reggimento fanteria della 4ª Divisione fanteria "Livorno" alla vigilia dello sbarco anglo-americano (Operazione Husky).
Nei giorni degli scontri più cruenti a cui fu partecipò la "Livorno" si persero le sue tracce nel combattimento di Butera, 12-13 luglio 1943. Il suo corpo non fu mai recuperato. Decorato inizialmente con la seconda medaglia d'argento, questa fu poi tramutata in medaglia d'oro al valor militare alla memoria. Una via di Roma e una di Gela portano il suo nome.